# 格涅茲諾會晤
格涅茲諾會晤（波蘭語：Zjazd gnieźnieński），又稱格涅茲諾會議，是神聖羅馬帝國皇帝鄂圖三世與波蘭統治者波列斯瓦夫公爵的會面。學者對於會議所做的決定細節存在分歧，特別是波蘭統治者是否獲得了國王的冠冕。

## 背景
根據梅澤堡的蒂特瑪 (Thietmar of Merseburg) 紀錄，鄂圖三世曾是亞德伯的朋友和學生，他決定從義大利前往格涅茲諾參拜亞德伯的墳墓；他試圖將基督教影響擴展到中歐和東歐，並以聯邦概念 (renovatio Imperii Romanorum) 重新建立神聖羅馬帝國，將波蘭和匈牙利公國升格為帝國東部的聯邦成員。作為這一政策的一部分，他還冊封了匈牙利的大公史蒂芬一世為國王（即匈牙利聖冠）。
與此同時，波蘭皮亞斯特王朝興起。在梅什科一世的領導下，王國的領土延伸到奧得河以外，而領土擴張與薩克森公國的蓋羅一世權力利益發生衝突。在公元963年，梅什科一世的部隊被格羅一世的軍隊擊敗後，他決定與神聖羅馬帝國的鄂圖一世達成協議，同意向神聖羅馬帝國納稅以保留他的領土的一部分。作為回報，他獲得了「皇帝的朋友」的頭銜，皇帝也承认他的波蘭公爵地位。
公元978年，梅什科一世與諾德馬克藩侯戴特里希的女兒歐妲結婚，以及將他的兒子波列斯瓦夫公爵迎娶邁森藩侯里克達格的女兒，來推動與帝國的融合政策。
梅什科一世的兒子波列斯瓦夫繼位後，波蘭在對抗波拉比亞盧蒂西部族的戰役中仍然是帝國的盟友。
公元997年，在對當時仍信仰異教的古普魯士人進行傳教時，布拉格的主教亞德伯逝世。在波列斯瓦夫公爵和鄂圖三世的共同努力下，亞德伯很快被冊封為聖人。因此，亞德伯成為第一位被冊封為聖徒的斯拉夫主教。波列斯瓦夫公爵用黃金贖回了亞德伯的遺體，並被放置在格涅茲諾大教堂的墓穴中，這成為波蘭的教會中心。
公元1000年，神聖羅馬帝國皇帝鄂圖三世踏上朝聖之路，前往憑悼三年前死於異教徒古普魯士人之手的波蘭首位殉道者聖沃伊切赫之墓。波蘭統治者波列斯瓦夫公爵藉由此次朝聖在與鄂圖三世在當時的波蘭首都格涅茲諾會晤。
此次會晤的目的是要爭取支持，以結合當時的高盧、義大利、日耳曼尼亞與斯拉夫地區，建立一個西方的普世帝國。而高盧、義大利、日耳曼尼亞及斯拉夫地區在結合後將成為帝國中的省分，每個省份都將擁有自己的國王，但仍臣屬於神聖羅馬帝國。